# Saint-Sauveur (Żyronda)
Saint-Sauveur – miejscowość i gmina we Francji, w regionie Nowa Akwitania, w departamencie Żyronda.
Według danych na rok 1990 gminę zamieszkiwało 1137 osób, a gęstość zaludnienia wynosiła 52 osób/km² (wśród 2290 gmin Akwitanii Saint-Sauveur plasuje się na 380. miejscu pod względem liczby ludności, natomiast pod względem powierzchni na miejscu 465.).